# Benemérita Universidad Autónoma de Puebla
Die Benemérita Universidad Autónoma de Puebla (BUAP) („Hochverdiente Autonome Universität von Puebla“) ist eine öffentliche Universität in Puebla, Mexiko. Sie wurde am 4. April 1937 auf Initiative von Maximino Ávila Camacho gegründet.

## Berühmte Alumni
- Gustavo Díaz Ordaz (1911–1979), mexikanischer Präsident (1964–1970)

## Berühmte Dozierende
- Fernanda Melchor, Autorin
- John Holloway, Politikwissenschaftler